# Ammen-Dornfinger
Der Ammen-Dornfinger (Cheiracanthium punctorium), häufig auch einfach als Dornfinger bezeichnet, ist eine Art aus der Gattung Dornfinger in der Familie der Dornfingerspinnen (Eutichuridae). Diese wärmebedürftige paläarktische Art ist in Europa vorwiegend im Mittelmeerraum verbreitet und in Mitteleuropa nur vereinzelt anzutreffen. Ammen-Dornfinger sind wie auch andere Arten der Gattung nachtaktiv und verbringen den Tag in Ruhegespinsten in krautiger Vegetation. Für den Eikokon und die daraus schlüpfenden Jungspinnen bauen die Weibchen im Hochsommer auffällige, bis zu hühnereigroße Gespinste.
Er ist Spinne des Jahres 2023.

## Merkmale

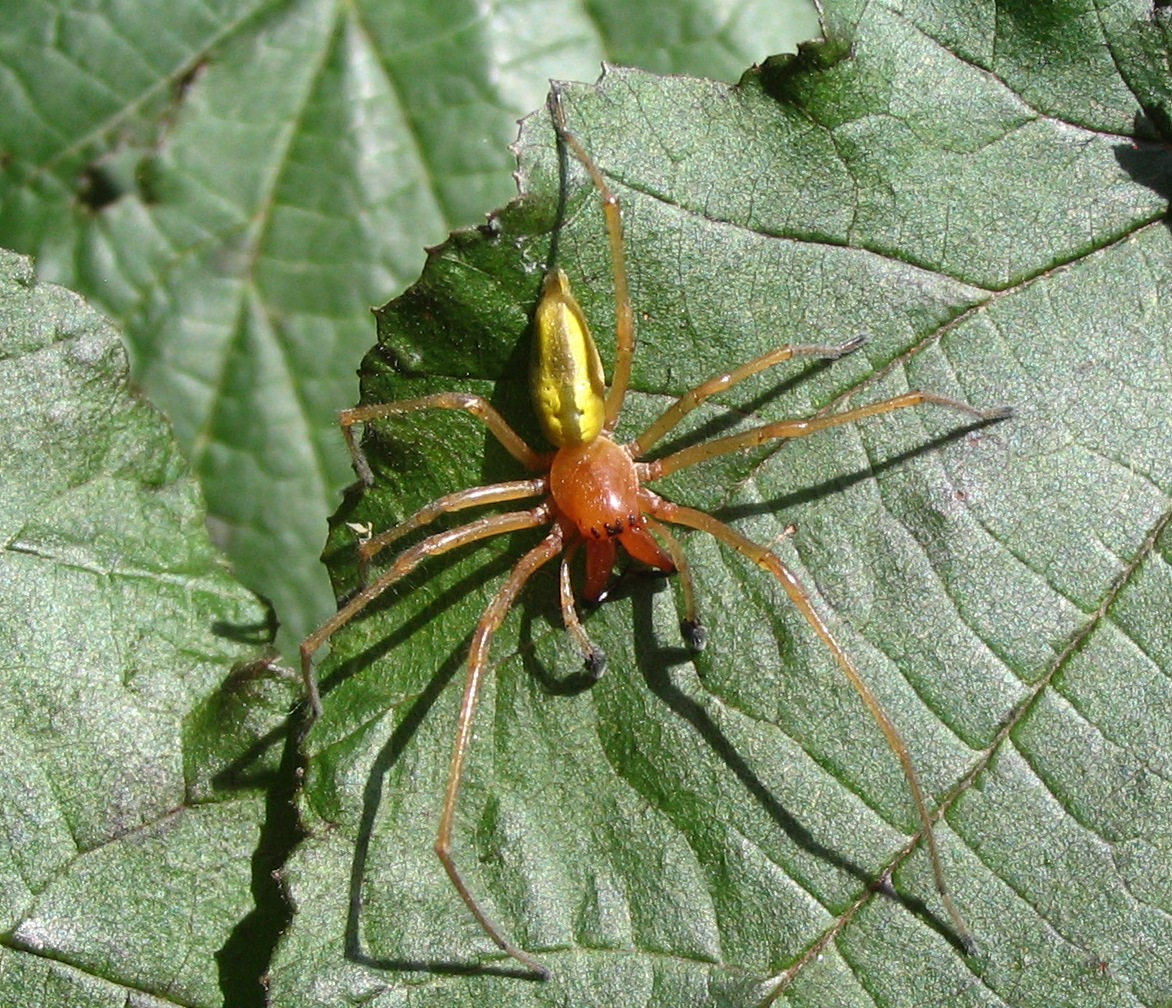
Männchen

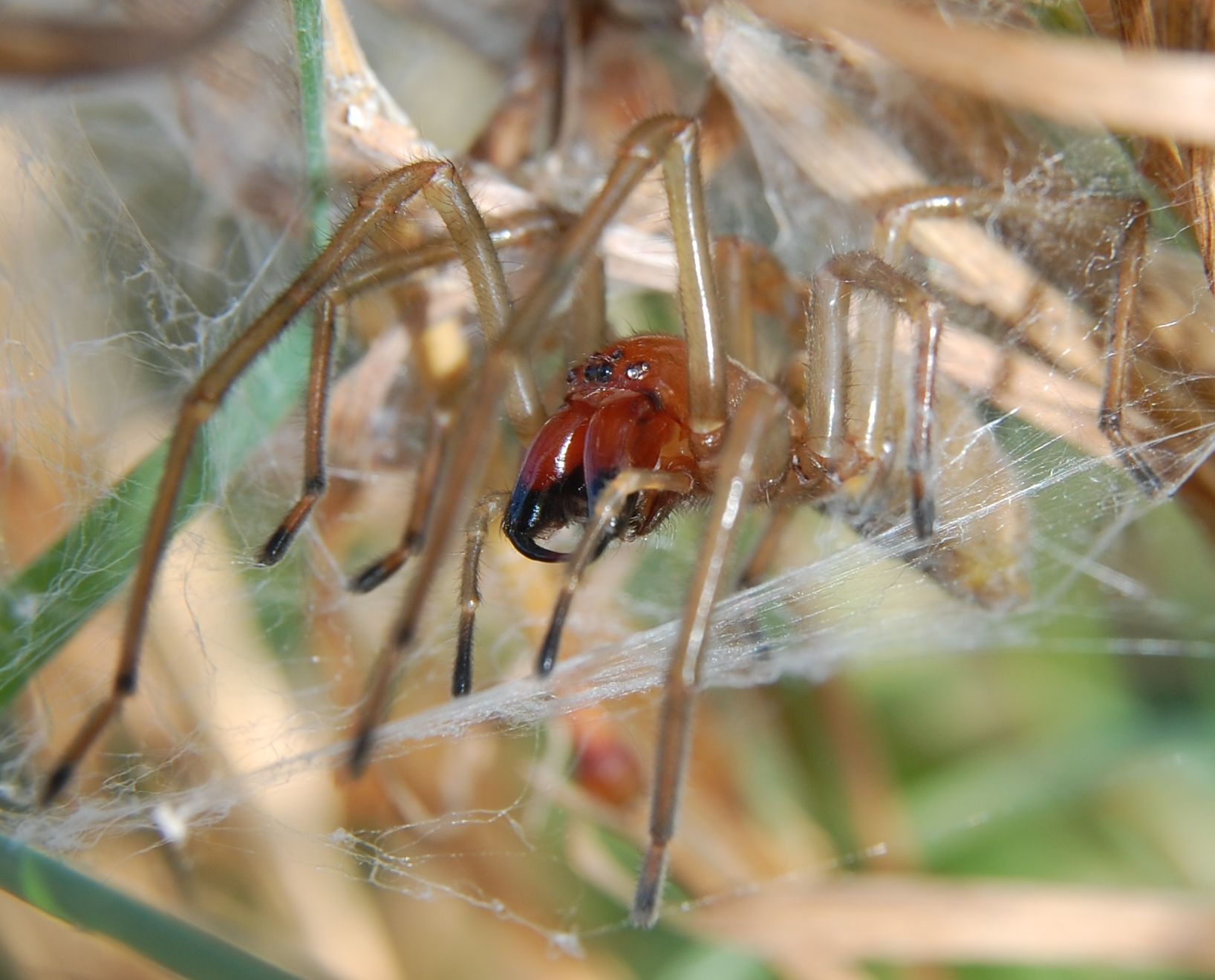
Detailansicht eines Weibchens

Der Ammen-Dornfinger ist die größte europäische Art der Gattung Cheiracanthium. Die Spinne erreicht eine Körperlänge von bis zu 1,5 Zentimeter, wobei die Weibchen etwas größer werden als die Männchen. Das Prosoma (Vorderkörper) ist einfarbig rot-orange. Von vorn zeigt der Ammen-Dornfinger eine auffallende Warntracht. Die sehr kräftig ausgebildeten Cheliceren (Kieferklauen) sind im oberen Teil ebenfalls rot-orange gefärbt, im unteren Teil ebenso wie die anschließenden Giftklauen schwarz. Die Beine sind im Verhältnis zum Körper relativ lang und bräunlich-gelb gefärbt, nur die Spitzen der Tarsen sind dunkelgrau bis schwarz.
Das Opisthosoma (Hinterkörper) ist gelblich bis olivgrün. Weibchen zeigen auf dem Opisthosoma bis zur Eiablage einen deutlichen, diffus hell begrenzten Spitzenfleck. Nach der Eiablage ist dieser Spitzenfleck kaum noch erkennbar und das Opisthosoma wirkt daher einfarbig.
Beim Männchen zeigt das Opisthosoma dorsal ein breites, grüngraues Mittelband, außerdem sind bei den Männchen die Cheliceren stark verlängert und etwas nach außen gebogen.

## Verwechslungsmöglichkeiten
Insgesamt kommen in Europa 25 Arten der Gattung Cheiracanthium vor. Der Ammen-Dornfinger unterscheidet sich makroskopisch von allen anderen in Europa vorkommenden Arten durch die Kombination aus Größe, ausgeprägter schwarz-roter Warntracht der Vorderseite des Prosomas und einfarbig grünlichgelbem Opisthosoma. Weitere sichere Bestimmungsmerkmale sind bei der mikroskopischen Untersuchung der Genitalien feststellbar.

## Verbreitung
Das Verbreitungsgebiet der Art umfasst die warm gemäßigten bis subtropischen Zonen vom östlichen Mitteleuropa und dem Mittelmeerraum ostwärts bis Zentralasien. Genauere Angaben zur Verbreitung liegen aus dem größten Teil dieses Areals nicht vor. Die nordwestliche Verbreitungsgrenze flächiger Vorkommen in Europa verlief Ende der 1990er Jahre durch Deutschland etwa auf einer Linie Rathenow – Frankfurt am Main; die Art fehlt bereits in Niedersachsen sowie weiter westlich und nördlich in den Niederlanden, Großbritannien, Norwegen und Finnland. Möglicherweise kommt sie nördlich der oben beschriebenen Verbreitungsgrenze aber noch im Ostseeraum vor. Die einzigen schwedischen Nachweise stammen aus den 1940er Jahren und von 2004 von der Ostseeinsel Öland. Südlich daran schließen sich Einzelfunde aus Dänemark, Schleswig-Holstein und nach Osten ein Fund von Usedom in Mecklenburg-Vorpommern an. Das Vorkommen auf Usedom konnte im Sommer 2010 bestätigt werden. Ein weiterer Nachweis gelang 2012 im Naturschutzgebiet Halbinsel Devin bei Stralsund.

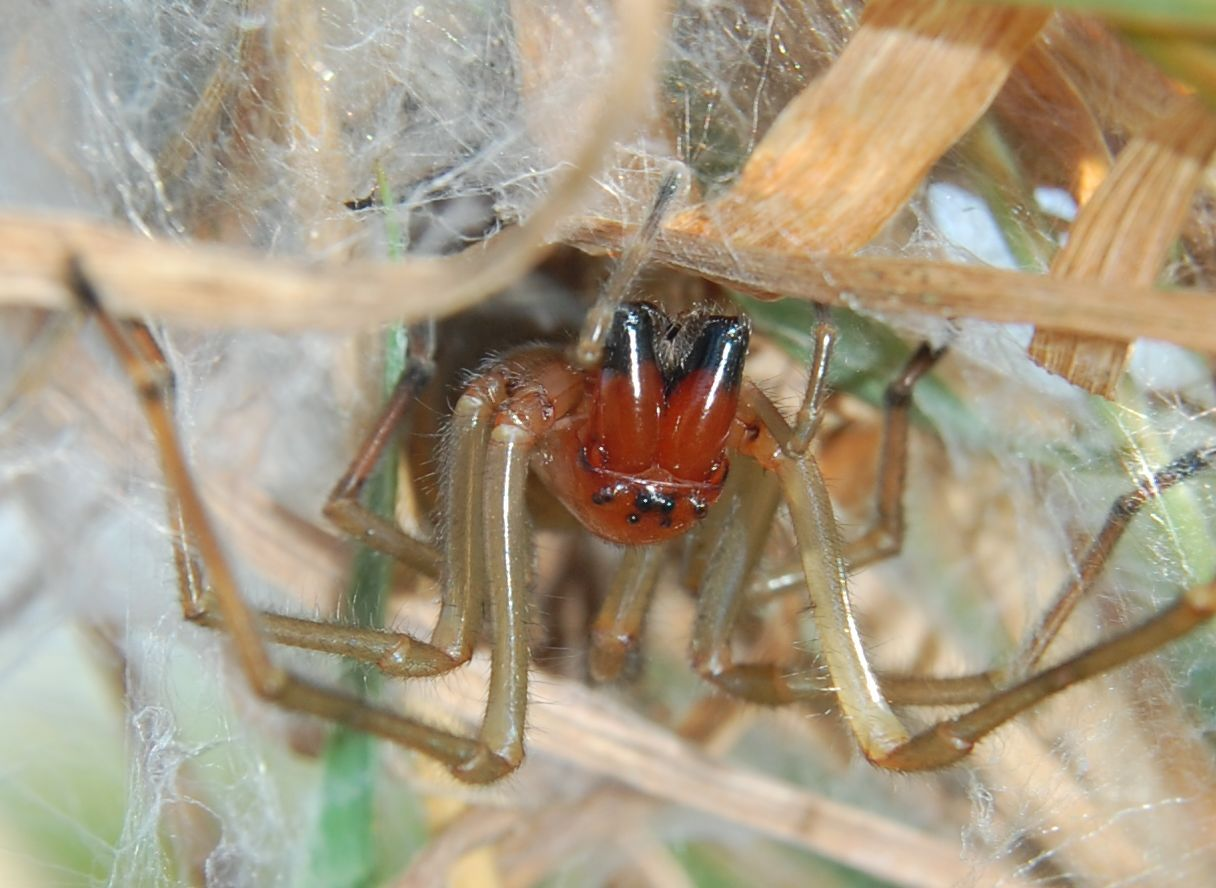
Ammen-Dornfinger-Weibchen an der Unterseite ihres Brutgespinstes

Auch südöstlich der oben genannten Verbreitungsgrenze ist die Art in Deutschland nur lückenhaft verbreitet. Großflächig besiedelt sind heute zwei weit voneinander getrennte Areale im Südwesten und im Nordosten, ansonsten fehlt die Art hier oder ist nur mit Einzelfunden nachgewiesen. Solche Einzelfunde liegen aus Bayern, Thüringen, Sachsen und Brandenburg (Havelland) vor.
Arealerweiterung in Mitteleuropa
Ob und in welchem Umfang sich die Art in Mitteleuropa in den letzten Jahrzehnten ausgebreitet hat, ist nur ansatzweise geklärt, da eine intensive faunistische Erforschung der Spinnen in vielen Regionen Europas erst etwa Anfang der 1990er Jahre begonnen hat. Einigermaßen flächendeckende Verbreitungsangaben liegen für die Art nur aus Deutschland vor.
Die nach Norden etwa bis Frankfurt am Main reichenden Vorkommen in der klimatisch begünstigten Oberrheinischen Tiefebene und aus dem Rhein-Main-Gebiet waren schon Anfang bis Mitte des 20. Jahrhunderts bekannt, im übrigen Deutschland fehlte die Art. Im Saarland wurden Ammen-Dornfinger 1983 nachgewiesen, gezielte Nachsuchen ab 1990 ergaben dort eine annähernd flächendeckende Besiedlung der Niederungen. Ein weiterer Fund gelang im Herbst 2013 im westfälischen Münster auf einem Truppenübungsplatz im Stadtteil Handorf.
Der erste sichere Nachweis der Art im Nordosten Deutschlands erfolgte 1961 bei Treuenbrietzen im Westen von Brandenburg. Danach wurden jedoch erst wieder Anfang der 1980er Jahre in Sachsen-Anhalt Ammen-Dornfinger nachgewiesen. Eine gezielte Nachsuche im Gebiet der heutigen Landkreise Dahme-Spreewald und Teltow-Fläming erbrachte 1989 auch dort eine Reihe von Funden. Zahlreiche weitere Funde ergaben bis 1998 ein ziemlich geschlossenes Verbreitungsgebiet von der nordwestlichen Niederlausitz im zentralen Süden Brandenburgs über den Fläming bis in den Westen Sachsen-Anhalts und nach Norden bis Rathenow und Potsdam. Isolierte Einzelvorkommen wurden bis 1998 südlich dieses Gebietes aus der Dübener Heide in Sachsen, weiter westlich aus dem Huy nördlich des Harzes und bei Haldensleben gefunden. Ob die Art in dem hier umrissenen Gebiet vor 1980 wirklich großflächig fehlte, ist unklar. Mit „größerer Sicherheit“ hat sich die Besiedlung hier seit 1990 jedoch stark verdichtet. Ob hierfür die großflächige Ausbreitung von Ackerbrachen nach 1990 oder eine Klimaänderung verantwortlich ist, bleibt unklar.
Das nordöstlich an das oben beschriebene Verbreitungsgebiet in Brandenburg anschließende Berlin war bis 1991 mit Sicherheit nicht besiedelt. Heute kommt der Ammen-Dornfinger dort vor, wurde 2002 jedoch noch als sehr selten eingestuft.
Auch in Österreich wurden Vorkommen der Art schon im 19. Jahrhundert beschrieben. Hier ist die Art heute in den Bundesländern Niederösterreich, Wien, Burgenland, Steiermark, Tirol und Kärnten nachgewiesen, die flächige Verbreitung ist nicht genau bekannt.
Für die Schweiz meldete bereits de Lessert 1910 Cheiracanthium punctorium für die vorwiegend westlich und südlich gelegenen Kantone Basel-Landschaft, Genf, Tessin, Waadt und Wallis.

## Lebensraum
Die Spinnen bewohnen extensiv genutzte Offenbiotope mit hohem Gras und Hochstauden, in Mitteleuropa vor allem Waldlichtungen, Ackerbrachen und Wiesen, sowie besonders häufig Saumbiotope wie Wegränder, Bahndämme oder Grabenränder. Meist wird die Art an trockenen Standorten nachgewiesen, gelegentlich jedoch auch in Feuchtwiesen. Ammen-Dornfinger zeigen dabei zumindest regional eine deutliche Präferenz für Bestände des Land-Reitgrases. An geeigneten Stellen kann die Art häufig auftreten; so wurden in Sachsen-Anhalt an einem von Land-Reitgras begrenzten Sandweg auf einer Strecke von 150 Metern 34 Brutgespinste gefunden.

## Lebensweise

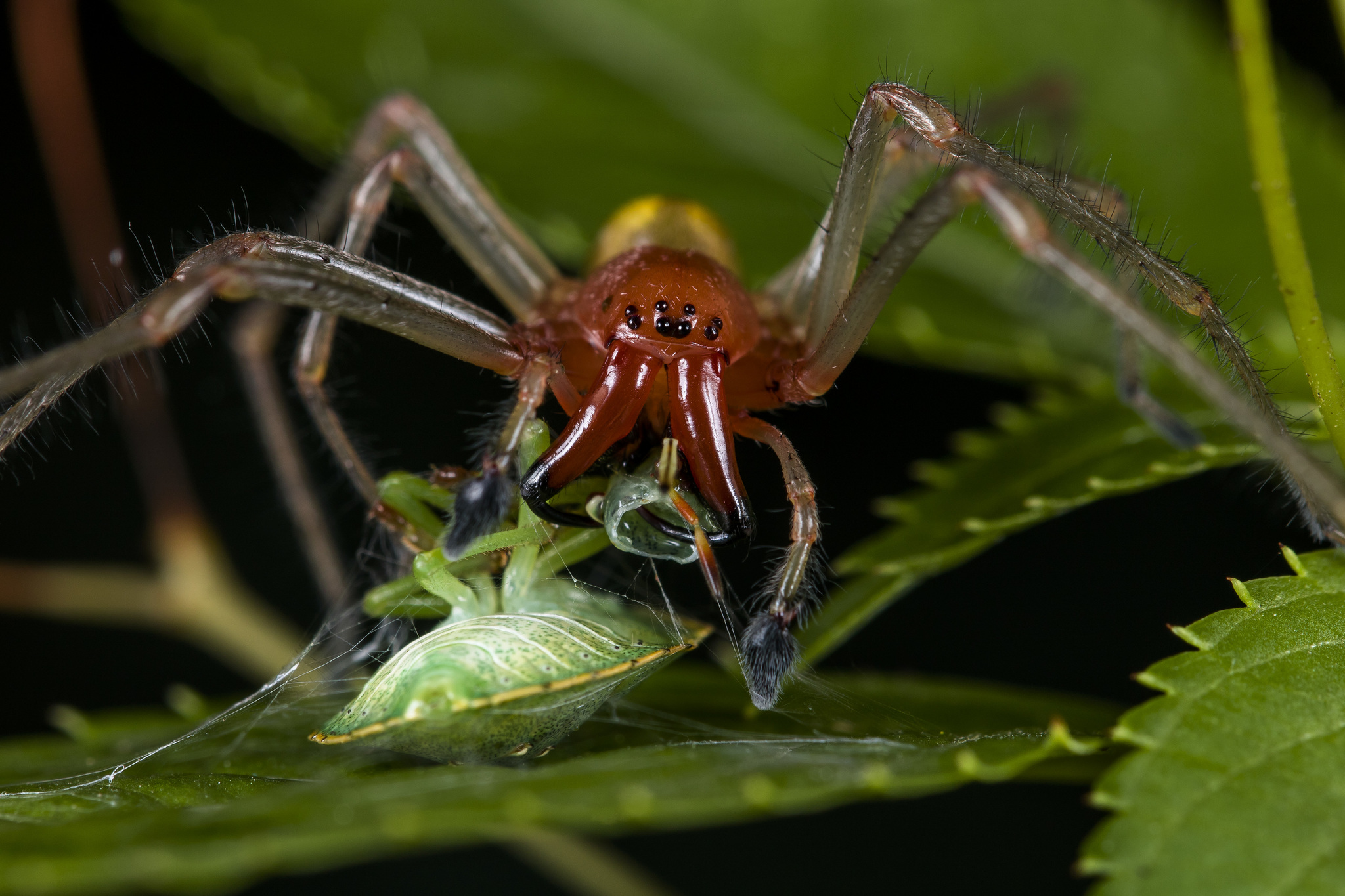
Ammen-Dornfinger mit Beute

Ammen-Dornfinger bauen wie alle Arten der Gattung keine Fangnetze. Sie gehen nachts auf Nahrungssuche, jedoch ist über diese nächtliche Jagd bisher nichts bekannt. Auch Angaben über das Beutespektrum liegen bisher nicht vor. 
Der Tag wird in kugeligen Ruhegespinsten verbracht, die niedrig in krautiger Vegetation in Blüten, Blüten- oder Fruchtständen und ähnlichen Stellen angelegt werden. Sie weisen meist ein bis zwei Öffnungen auf, werden aber während der Häutungen verschlossen. Diese Ruhegespinste sind bei Eintritt der Geschlechtsreife (in Mitteleuropa meist im Juli) am größten.
Bei Markierungsversuchen am Oberrhein wurden diese Gespinste jeweils nur für maximal fünf Tage genutzt.
Die Art ist einjährig, geschlechtsreife Männchen und Weibchen können von Juni bis September bzw. von Juli bis November gefunden werden.

## Fortpflanzung
Im Vergleich zu den meisten anderen mitteleuropäischen Spinnen ist die Fortpflanzungsbiologie des Ammen-Dornfingers relativ gut untersucht.

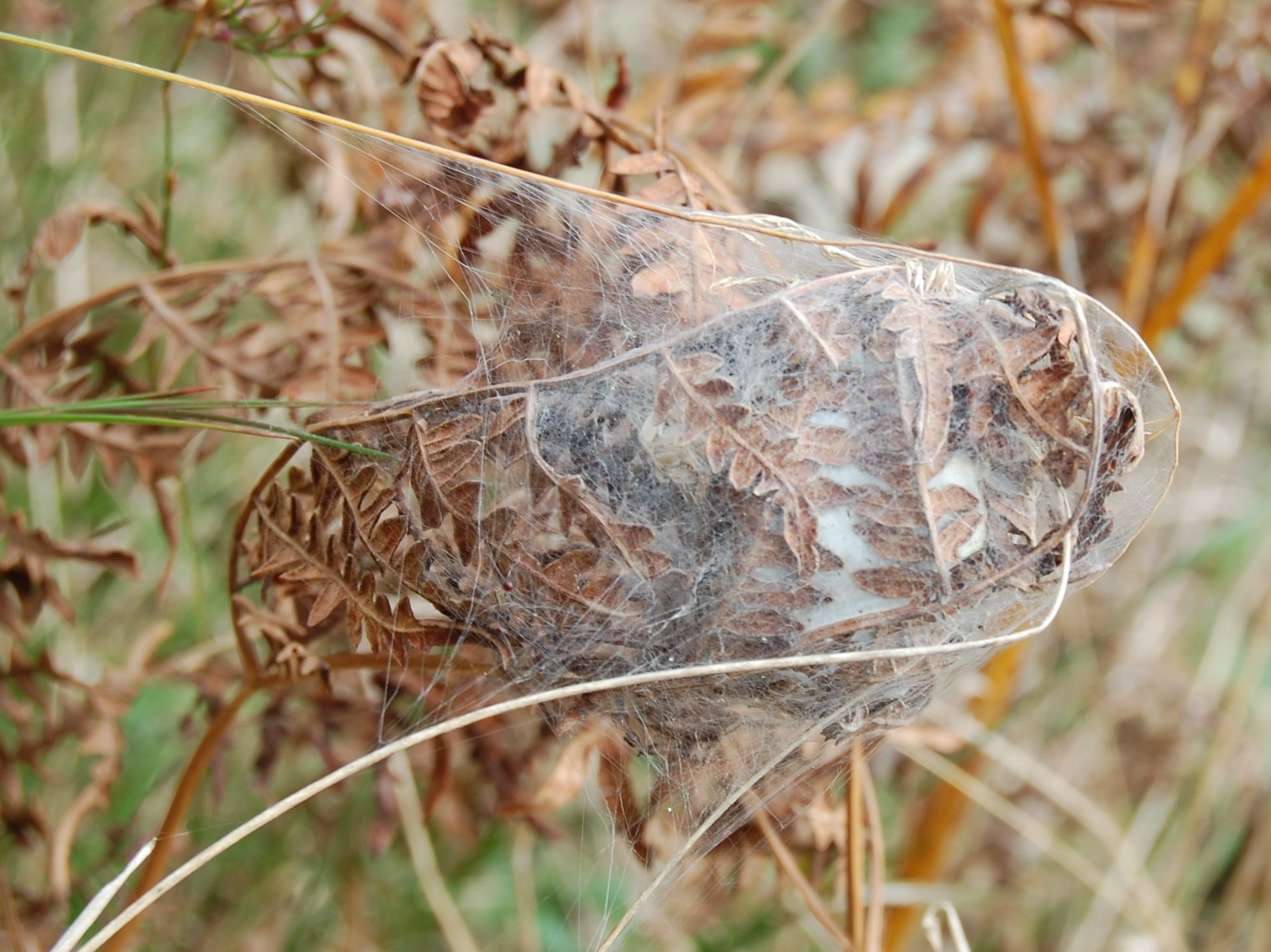
Brutgespinst eines Ammen-Dornfinger-Weibchens zwischen Farnblättern. Die Farnblätter sind um die sehr feste innere Hülle zusammengezogen.

Geschlechtsreife Männchen spinnen direkt an die Ruhegespinste subadulter Weibchen das eigene Ruhegespinst, in Mitteleuropa geschieht dies meist im Juli. Nach der letzten Häutung des Weibchens durchbricht das Männchen die Zwischenwand und kopuliert mit dem Weibchen. Dabei wenden sich die Partner wie bei allen Arten der Gattung um 180° gegeneinander gedreht die Bauchseite zu, die Bauchseite des Männchens befindet sich also vor dem Vorderkörper des Weibchens. Das Männchen führt dann abwechselnd seine Pedipalpen in die Geschlechtsöffnung (Epigyne) des Weibchens ein. Eine derartige Paarungsstellung findet sich außerhalb der Gattung Cheiracanthium nur bei wenigen anderen Spinnen wie zum Beispiel Argyroneta. Kurz nach der Kopulation sterben die Männchen.
Das Weibchen betreibt eine intensive Brutpflege. Kurz vor der meist im August erfolgenden Eiablage baut das Weibchen das sogenannte Brutgespinst. Dieses auffällige Gespinst ist tauben- bis hühnereigroß, meist völlig geschlossen und sehr stabil. Es wird meist nach oben exponiert zwischen Grashalmen oder Stängeln krautiger Pflanzen angelegt. Hierzu werden entweder mehrere Blätter oder bis zu 30 Grashalme dicht miteinander verwoben. Häufig wird das sehr dicht gewebte innere Gespinst noch mit einer weiteren Hülle aus locker gewobenen Fäden versehen. Der Eikokon wird an der Innenseite des Brutgespinstes befestigt. Zehn Kokons am Oberrhein enthielten zwischen 173 und 292 Eier, sechs Kokons in Sachsen-Anhalt enthielten minimal etwa 80, maximal 164 Eier.
Die Jungspinnen schlüpfen drei bis fünf Wochen nach der Eiablage, also etwa im September bis Anfang Oktober. Sie verbleiben noch mindestens drei Wochen bis nach der ersten Häutung im Gespinst. Das Weibchen hält sich von der Eiablage bis zur Abwanderung der Jungspinnen fast ununterbrochen im Brutgespinst auf und bewacht dieses. Bei Störungen schnellt es mit weit geöffneten Cheliceren vor und versucht zu beißen.
Meist im Oktober, vereinzelt auch erst im November reißen die Weibchen das Gespinst mit ihren Cheliceren auf, um die Jungspinnen freizulassen. Das bis dahin stark eingeschrumpelte Opisthosoma der Weibchen deutet darauf hin, dass sie nach der Eiablage nicht mehr jagen. Die Weibchen bleiben im Gespinst und sterben dort im Spätherbst, Brutgespinste mit toten Weibchen können noch im Dezember und Januar vorhanden sein. Die Jungspinnen überwintern in Bodennähe in kleinen Gespinsten an welken Blättern.

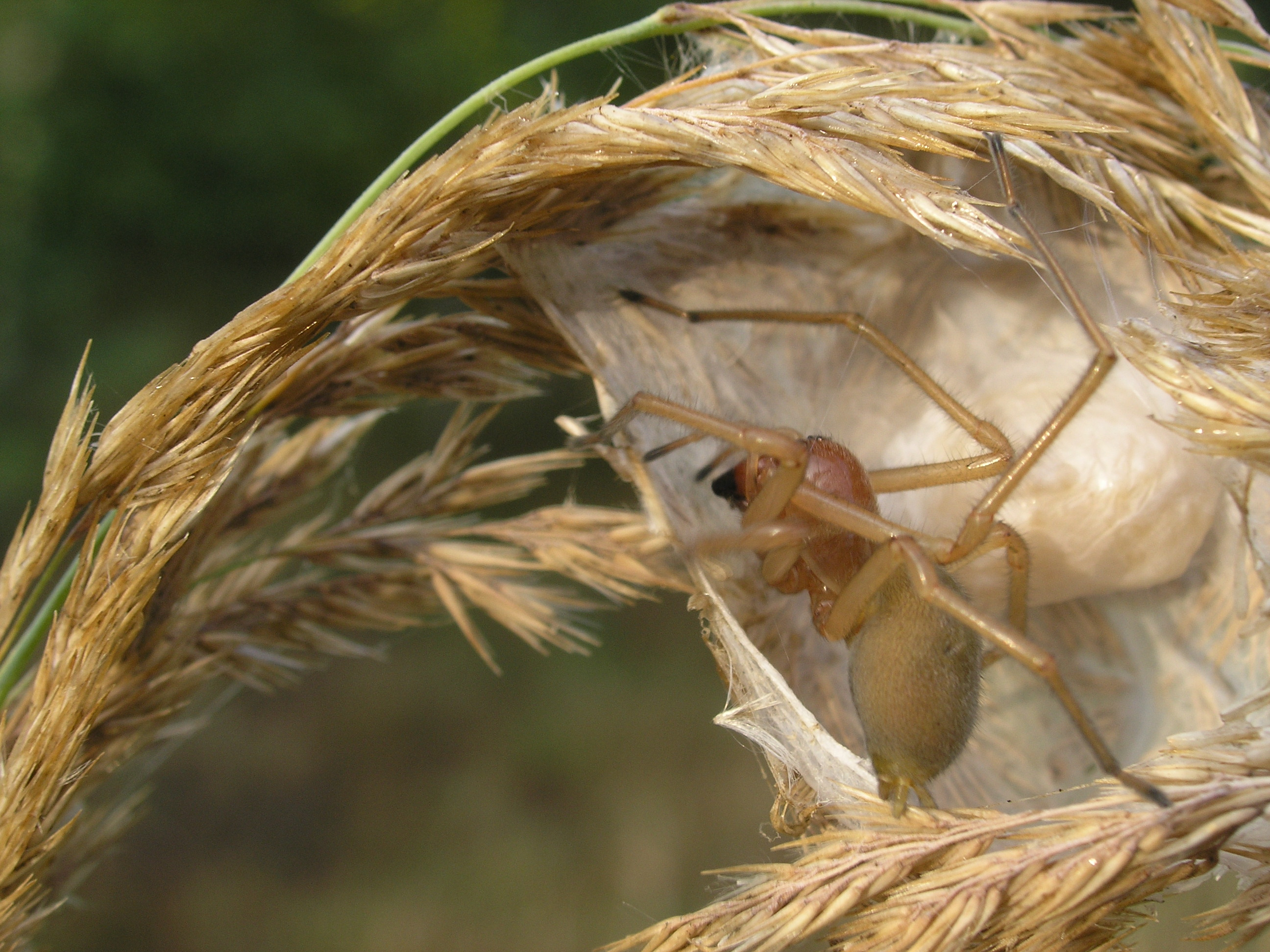
Ammen-Dornfinger-Weibchen mit Eikokon in einem geöffneten Brutgespinst

## Bedeutung des Namens
Die deutsche Bezeichnung „Dornfinger“ ist eine wörtliche Übersetzung der von Carl Ludwig Koch 1839 vergebenen Gattungsbezeichnung Cheiracanthium (griechisch ἡ χείρ hē cheir = „die Hand“; ἡ ἄχανθα hē áchantha = „der Dorn“). Der Name bezieht sich nicht auf die Kieferklauen, sondern auf einen dornartigen Fortsatz an dem Cymbium genannten, umgestalteten Tarsus der männlichen Pedipalpen, also auf einen Teil der männlichen Geschlechtsorgane. Das von Villers 1789 – damals noch zu der linguistisch weiblichen Gattung Aranea – vergebene Epitheton punctoria (jetzt punctorium) ist ein Derivat vom lateinischen Substantiv punctum (= „Stich, Punkt“), der sich von dem Verb pungĕre herleitet, und lässt sich mit „fähig (oder „gewohnt“) zu stechen“ übersetzen. Der deutsche Name „Ammen-Dornfinger“ nimmt außerdem Bezug auf die intensive Bewachung des Brutgespinstes durch das Weibchen, wie sie auch für andere Arten der Gattung Cheiracanthium charakteristisch ist.

## Systematik
Eine systematische Bearbeitung der mindestens 209 beschriebenen Arten der Gattung Cheiracanthium steht bisher aus, Angaben zur näheren Verwandtschaft der Art liegen daher nicht vor. Bisher wurden auch keine Unterarten beschrieben.

## Gefährdung
War Cheiracanthium punctorium 1984 noch nicht als für Deutschland gefährdet aufgeführt worden, so steht der Ammen-Dornfinger heute auf der Roten Liste in Kategorie 3 („gefährdet“). In den einzelnen Bundesländern wird die Gefährdung jedoch sehr unterschiedlich beurteilt. In den Ländern mit den Hauptvorkommen (Brandenburg, Sachsen-Anhalt, Baden-Württemberg) gilt die Art als ungefährdet. In Baden-Württemberg wurde die Art 1986 noch als „stark gefährdet“ bezeichnet (Kategorie 2), in der neuen Roten Liste von 2003 aufgrund zahlreicher Nachweise jedoch als ungefährdet eingestuft. Ähnlich war sie in Sachsen-Anhalt 1993 noch in Kategorie 3 geführt worden.
In den Ländern mit einzelnen Vorkommen wurde die Art entweder als „selten“ ohne Gefährdung eingestuft (Berlin), eine Gefährdung angenommen ohne genauere Einstufung (Schleswig-Holstein), keiner Gefährdungskategorie zugeordnet (Thüringen), der Vorwarnliste zugeordnet (Sachsen) oder als „stark gefährdet“ (Kategorie 2) eingestuft wie in Bayern, wo sie 1992 noch nicht eingestuft worden war.
Für Österreich insgesamt liegt keine aktuelle Rote Liste vor. Im Bundesland Kärnten wurde Cheiracanthium punctorium als „gefährdet“ (Kategorie 3) eingestuft.

## Giftwirkung bei Menschen
Der Ammen-Dornfinger gilt als die einzige Spinnenart Mitteleuropas, die dem Menschen relevante Vergiftungen zufügen kann. Sowohl Männchen als auch Weibchen können mit ihrem Giftbiss die menschliche Haut durchdringen. Bei fast allen anderen einheimischen Spinnenarten sind die Giftklauen dafür zu kurz und/oder fragil (eine Ausnahme ist etwa die Wasserspinne).

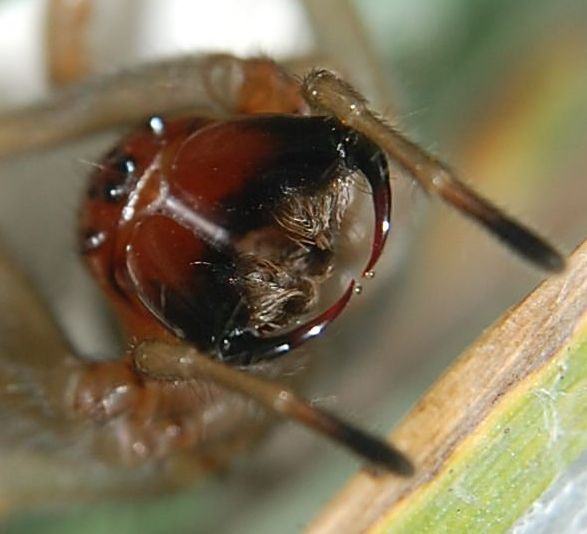
Mit vorgestreckten und gespreizten Cheliceren drohendes Ammen-Dornfinger-Weibchen nach Öffnung des Ruhegespinstes. An den Spitzen der gespreizten Cheliceren tritt das Gift aus.

Der Biss selbst und die anschließenden klinischen Symptome werden in der Literatur sehr unterschiedlich beschrieben, da offenbar häufig Vergiftungen ohne ausreichende Sicherheit dem Ammen-Dornfinger zugeschrieben wurden. Gesicherte Ammen-Dornfingerbisse werden gelegentlich kaum wahrgenommen, meist aber als ähnlich schmerzhaft wie ein Wespen- oder Bienenstich empfunden. Fast immer stellt sich an der Bissstelle nach einigen Minuten ein brennender Schmerz ein. Diese Schmerzen dehnen sich dann innerhalb von Minuten oder einigen Stunden auf die gesamte gebissene Gliedmaße aus. Bei Bissen in die Finger treten fast immer Schmerzen und Druckempfindlichkeit in den Lymphknoten der Achselhöhlen auf. Selten sind schwerere Verläufe mit Schüttelfrost, Schwindel, Erbrechen, leichtem Fieber oder Kreislaufversagen. Nach 24 bis 30 Stunden sind die Symptome meist vollständig abgeklungen. Berichte über dauerhaftere Schädigungen oder gar Todesfälle gibt es nicht. Bisse bei Kindern und empfindlicheren Erwachsenen sollten ärztlich beobachtet, aber nur symptomatisch behandelt werden.
Die in der Literatur häufig zu findende Feststellung, dass Bisse des Ammen-Dornfingers auch kleinflächige Nekrosen verursachen, ist so pauschal offenbar falsch. Eine kritische Auswertung aller publizierten Cheiracanthium-Vergiftungen ergab nur in einem Fall eine sicher durch einen Ammen-Dornfinger verursachte, bohnengroße Nekrose an der Bissstelle. Weder in Europa noch in Amerika oder Australien konnten darüber hinaus weitere Nekrosen durch Ammen-Dornfingerbisse oder Bisse anderer Arten der Gattung Cheiracanthium nachgewiesen werden.
Gesicherte Angaben zur Häufigkeit von Bissen gibt es nicht. Auch bei zahlreichen publizierten Mitteilungen zu Vergiftungen ist häufig unklar, ob die Patienten tatsächlich durch Ammen-Dornfinger gebissen wurden, da das verantwortliche Tier meist nicht zur Bestimmung vorlag oder zum Teil überhaupt nicht gesehen wurde. Vetter et al. konnten für ganz Europa bis 2006 nur 12 gesicherte Fälle von Vergiftungen durch Cheiracanthium punctorium nachweisen.
Für einen unbeabsichtigten Kontakt mit der Art kommen im ländlichen Raum vor allem Ammen-Dornfinger-Männchen in Frage, die nachts auf der Suche nach Weibchen in Häuser geraten. Zwei der 12 oben genannten gesicherten Bisse betrafen schlafende Personen. Eine Bissmöglichkeit entsteht auch bei Mäharbeiten von Hand, wenn die Tiere dabei in den Ruhegespinsten gestört werden.
Die Weibchen können nach Bezug des Brutgespinstes im August nur durch die Zerstörung des Brutgespinstes zu Bissen provoziert werden, da sie sich nun fast ausschließlich darin aufhalten. Von den 12 oben genannten Personen war eine beim Öffnen des Brutgespinstes durch ein Weibchen gebissen worden, weitere Fälle dieser Art schildern Sacher und Wolf.

## Toxikologie
Für das Gift wurde eine mittlere letale Dosis von 3 μg/g (S. carnaria) bestimmt.
Toxine
| Toxin  | Masse (Da) | LD50,μg/g (S. carnaria) |
| CpTx-1 | 15100      | 10                      |
| CpTx-2 | 14970      | > 50                    |
| CpTx-3 | 14980      | 33–50                   |
| CpTx-4 | 15080      | 33–50                   |

Ein Großteil der Proteine im Gift von Cheiracanthium punctorium entfällt auf die CpTx-Toxine, welche auch als Δ-Miturgitoxine bekannt sind. Diese sind in 4 Gruppen unterteilt, von denen CpTx-1 den größten Teil ausmacht. CpTx-1 ist relativ gut untersucht. Es wiegt 15,1 kDa und lässt sich in die Subtypen a,b und c unterscheiden, die sich durch Substitution einer Aminosäure ergeben. CpTx-1 besitzt eine für Spinnengifte untypische Struktur: Viele Gifte enthalten einen Inhibitor-Cystin-Knoten, der für die Neurotoxizität verantwortlich ist. Im CpTx-1 kommen jedoch zwei dieser Struktureinheiten vor, was zu einer anderen Toxikologie führt. So sind die CpTx-Toxine membranschädigend und zytolytisch. CpTx-2a besitzt im C-terminalen Teil eine hohe Identität mit einem Toxin der Großen Wanderspinne, dem CsTx-1.